# 225239 Ruthproell
225239 Ruthproell este un asteroid din centura principală de asteroizi.

## Descriere
225239 Ruthproell este un asteroid din centura principală de asteroizi. A fost descoperit pe 19 august 2009 la Wildberg de Rolf Apitzsch. Asteroidul prezintă o orbită caracterizată de o semiaxă mare de 2,77 ua, o excentricitate de 0,04 și o înclinație de 6,0° în raport cu ecliptica.